# Jaroslav Stetsko
Jaroslav Stetsko (ukrainska: Ярослава Стецько), född 19 januari 1912 Tarnopol, Österrike-Ungern, död 5 juli 1986 i München, Västtyskland, var OUN-Banderafraktions andreman och premiärminister för den ukrainska självständiga stat som han utropade i Lwów 30 juni 1941 när den tyska armén invaderat staden och drivit Röda Armén på flykt. I spetsen för de styrkor som invaderade Lwów fanns SS-bataljonen Nachtigall som huvudsakligen bestod av ukrainare. Stetsko följde med trupperna in Lwów. Den självständiga ukrainska staten blev mycket kortlivad och flera av OUN:s ledare fängslades bland andre Stetsko, Andrij Melnyk och Stepan Bandera.
Den 12 juli 1941 var Bandera i Berlin tillsammans med sin ställföreträdare Stetsko, som tyskarna hade flyttat från Lwów efter att okända personer hade försökt mörda honom. Under juli-augusti fick de båda dussintals samarbetsförslag från olika nazistiska institutioner (Oberkommando der Wehrmacht, Reichssicherheitshauptamt etc.).
Efter mordet på två viktiga medlemmar i OUN:s Melnykfraktion, som tyskarna ansåg ha begåtts av medlemmar av OUN:s Banderafraktion blev Stetsko och Bandera 15 september 1941 placerade i Spandaufängelset i Berlin och i januari 1942 överfördes han och Bandera till koncentrationslägret Sachsenhausen. De placerades i en speciell barack, kallad Zellenbau, för högt uppsatta politiska fångar. Här satt de tillsammans med befälhavaren för Polens armé Stefan Rowecki, förbundskansleren i Österrike, Kurt von Schuschnigg, och premiärministern i Frankrike Édouard Daladier.
I sin självbiografi från 1941 lägger Stetsko fram en rad antisemitiska teser och åsikter, bl.a. att han ser marxismen som en produkt av judiskt tänkande, samt att Moskva och judarna arbetar för att sprida de bolsjevikiska idéerna. Stetsko hävdar också att han, även om han anser att Moskva och ryssarna är Ukrainas huvudfiende, till fullo förespråkar förintelsen av det judiska folket istället för en assimilering i det ukrainska samhället.
Efter kriget gick Stetsko i exil i München, där även Bandera levde under falska namn. Därifrån arbetade Stetsko främst internationellt inom antikommunismen bland annat inom Anti-Bolshevik Bloc of Nations och var organisationens president från 1946 fram till sin död. Han var OUN-Banderafraktion:s ledare från 1968 till sin död 1986. År 1983 tog USA:s president Ronald Reagan emot Stetsko i Vita huset, och försäkrade, ”Er kamp är vår kamp. Er dröm är vår dröm.”